# Kai Löffelbein

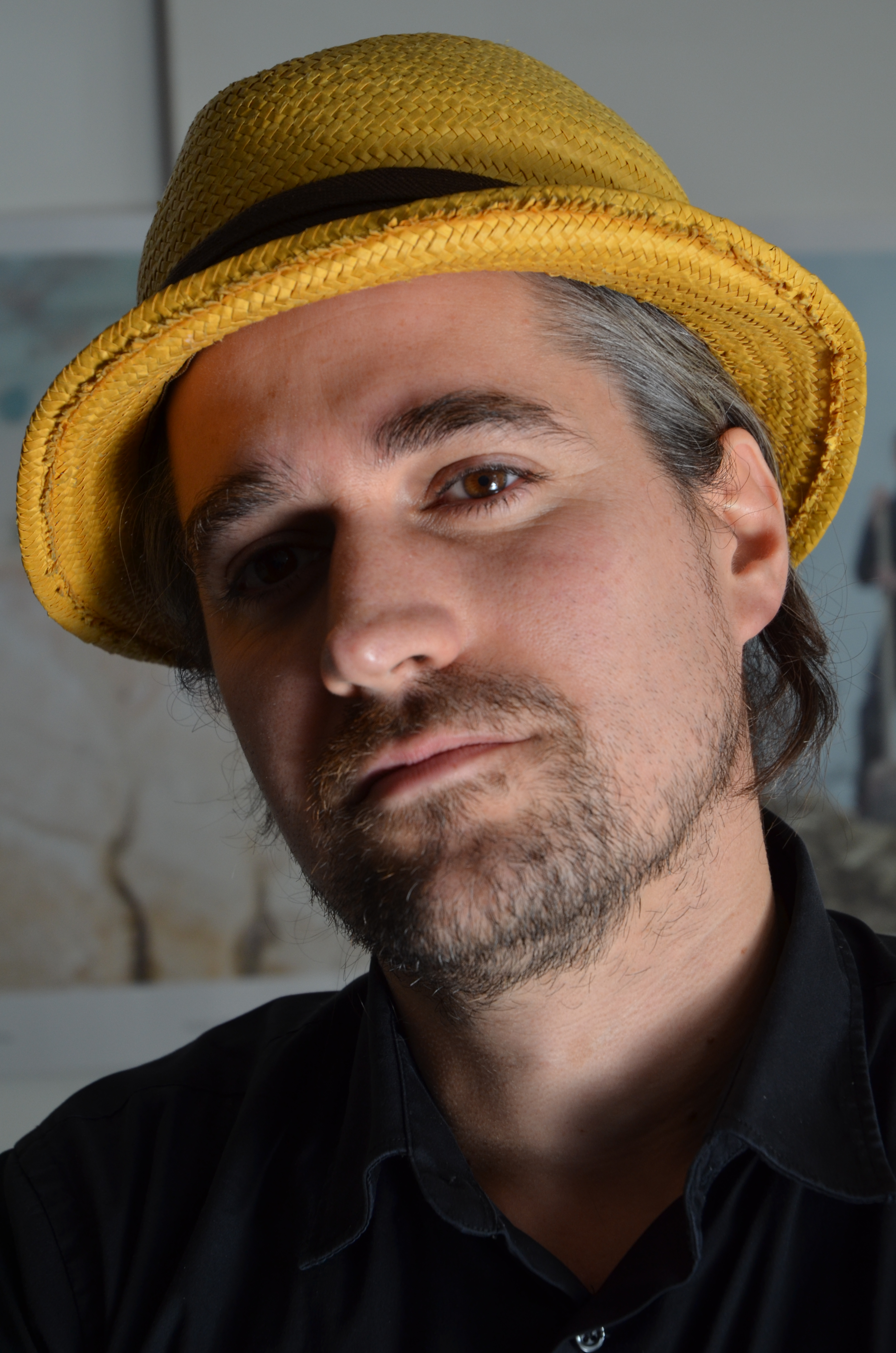
Kai Löffelbein, 2017

Kai Löffelbein (* 1981 in Siegen) ist ein deutscher Fotojournalist und Dokumentarfotograf.

## Leben
Nach seinem Schulabschluss studierte Kai Löffelbein zunächst Politikwissenschaft an der Philipps-Universität Marburg sowie an der Freien Universität Berlin. Ab 2009 studierte er Fotojournalismus und Dokumentarfotografie an der Hochschule Hannover. Bereits im Studium war Löffelbein als freier Fotograf tätig.
Unterdessen hatte Löffelbein im Jahr 2009 die Ukraine bereist, um dort eine Fotoreportage über ehemalige Zwangsarbeiter aus deutschen Arbeits- und Konzentrationslagern wie das KZ-Außenlager Salzgitter-Drütte oder Bergen-Belsen zu fertigen.
Internationale Aufmerksamkeit erlangte Löffelbein bereits mit seiner Fotoreihe Kids of Sodom, die Kinder zwischen giftigen Dämpfen auf einem Schrottplatz in Ghana beim Ausschlachten von Elektronikschrott aus Europa zeigen. Für eines der Bilder, untertitelt Unser Müll in Afrika erhielt er den Unicef-Foto-Award 2011.
In der 2011 von der Zeitschrift Zenith – die Zeitschrift für den Orient ausgeschriebenen Fotowettbewerb „Islam in Deutschland?“ wurde Löffelbeins Arbeit mit dem Titel Fremde Heimat mit dem 1. Preis ausgezeichnet. 2012 erhielt Löffelbein den Henri-Nannen-Preis.
Für seine in der Stadt Guiyu im Süden von China entstandene Fotoreportage über die Arbeits- und Lebenswelt der dortigen Menschen, die unter dem Titel Der Giftschatz im Inneren des Müllbergs in der Zeitschrift Geo erschien und wiederum die Verwertung des giftigen Elektroschrotts des Westens unter „Dritte-Welt-Bedingungen“ in den Fokus rückte, wurde Löffelbein für den CNN Journalist Award nominiert.
Die fotografische Arbeit über den Umgang mit europäischem Elektroschrott in Ghana, Indien und China wurde 2018 als Buch (Ctrl-X. A topography of e-waste) verlegt und international sowie national u. a. im Umweltbundesamt (2019) und im Haus der Geschichte Bonn (2023) ausgestellt.
Löffelbeins Fotografien werden teilweise über die in Köln angesiedelte Bildagentur Laif vermarktet.

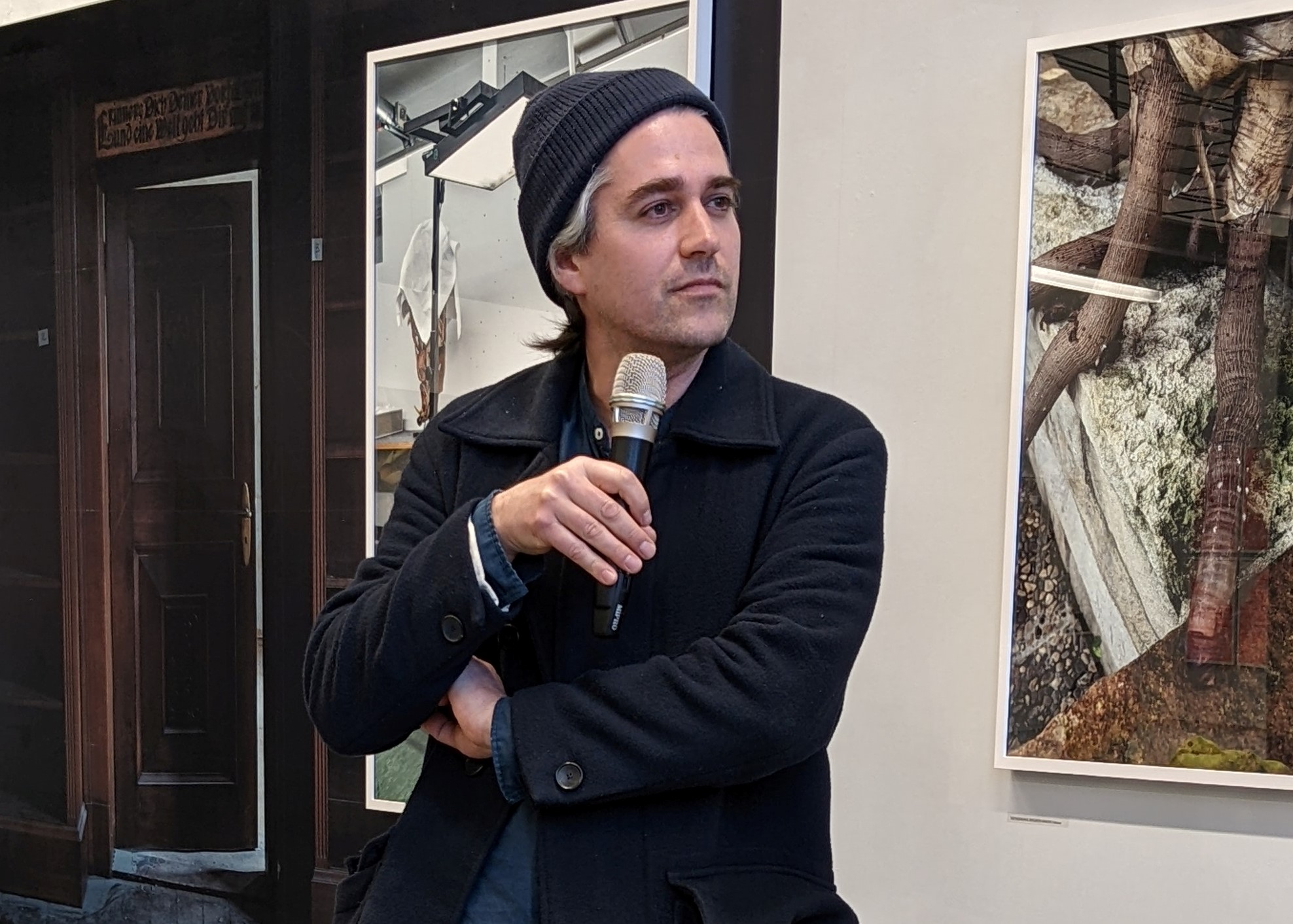
Kai Löffelbein 2023 in der Ausstellung Echo Echo

Kai Löffelbein ist Mitglied der seit dem Jahr 2016 in Hannover eingerichteten Fotografen-Ateliergemeinschaft Goethe Exil, die 2017 den Katalog Inside Goethe Exil.
2022 war Kai Löffelbein Stipendiat der Hannover Shots, einem Stipendium für künstlerische Fotografie der HannoverStiftung (Sparkasse Hannover). Im Rahmen des Stipendiums dokumentiert und ergründet er koloniale Spuren in Hannover und den Archiven und Depots der dortigen Museen. Das Ergebnis seiner Arbeit wurde unter dem Titel Echo Echo – Hannover kolonial in der Galerie für Fotografie ausgestellt.

## Publikationen
- Ctrl-X. A topography of e-waste, 1. Auflage, Göttingen: Steidl, 2017, ISBN 978-3-86930-970-5 und ISBN 3-86930-970-9; Inhaltstext (in englischer Sprache)
- Common Dreams, 1. Auflage, Heidelberg: Kehrer Verlag, 2023, ISBN 978-3-96900-105-9 und ISBN 3-96900-105-6
- NaturKultur / Ronald Grätz und Maike Weißpflug (Hg.), Aufsatzsammlung, 1. Auflage, Göttingen: Steidl 2022, ISBN 978-3-95829-939-9 und ISBN 3-95829-939-3; Inhaltstext
- o.V.: China at work, in: Inside Goethe Exil. Zinnober 2017, Nummer 1, Hrsg.: Goethe Exil Hannover in Kooperation mit dem Kulturbüro der Landeshauptstadt Hannover und der Stiftung Sparda-Bank Hannover, Hannover: Goethe Exil, [ohne Datum, 2017], S. 46–51
- mit Catalina Hermanns: Echo Echo. Hannover 2023.